# Navas del Rey
Navas del Rey és un municipi de la Comunitat de Madrid. Limita al nord amb Robledo de Chavela, a l'est amb Chapinería i Colmenar del Arroyo, al sud amb Aldea del Fresno i a l'oest amb Pelayos de la Presa i San Martín de Valdeiglesias.

## Llista d'alcaldes des de la fundació
| Número | Nom                            | Període     | Notes          |
| ------ | ------------------------------ | ----------- | -------------- |
| 1      | José Parras                    | 1819 - 1820 |                |
| 2      | Lope Hernández                 | 1820 - 1823 |                |
| 3      | José Parras                    | 1823 - 1831 | Segon mandato  |
| n/a    | Dos corregidores por año       | 1832 - 1836 |                |
| 4      | Julián Sánchez                 | 1836 - 1838 |                |
| 5      | Luis Hernández                 | 1838 - 1839 |                |
| 6      | Celedonio Hernández            | 1839 - 1840 |                |
| 7      | Gregorio Estévez               | 1839 - 1840 |                |
| 8      | Lorenzo Hernández              | 1841 - 1847 |                |
| 9      | Manuel Domínguez               | 1841 - 1843 |                |
| 10     | Manuel Hernández               | 1847 - 1848 |                |
| 11     | Francisco Sánchez              | 1848 - 1850 |                |
| 12     | Lorenzo Santos                 | 1850 - 1853 |                |
| 13     | Francisco Bernardos            | 1853 - 1854 |                |
| 14     | Juan Hernández                 | 1854 - 1855 |                |
| 15     | Francisco Sánchez              | 1855 - 1857 | Segon mandat   |
| 16     | Celedonio Hernández            | 1857 - 1857 | Segon mandat   |
| 17     | Francisco Velasco Bassani      | 1857 - 1859 |                |
| 18     | Celedonio Hernández            | 1859 - 1863 | Tercer mandat  |
| 19     | Galo Hernández                 | 1863 - 1865 |                |
| 20     | Celedonio Hernández            | 1865 - 1869 | Quart mandat   |
| 21     | Francisco Velasco Bassani      | 1869 - 1872 | Segon mandat   |
| 22     | Eugenio Domínguez              | 1872 - 1876 |                |
| 23     | Pío Sánchez                    | 1876 - 1877 |                |
| 24     | Pedro Domínguez                | 1877 - 1879 |                |
| 25     | Lorenzo Santos                 | 1879 - 1883 | Segon mandat   |
| 26     | Narciso Hernández              | 1883 - 1891 |                |
| 27     | Félix Agustín Panadero         | 1891 - 1891 |                |
| 28     | Lorenzo Santos                 | 1891 - 1895 | Tercer mandato |
| 29     | Bernardino Guerra              | 1895 - 1897 |                |
| 30     | Demetrio Sánchez               | 1897 - 1899 |                |
| 31     | Alfonso Prieto                 | 1899 - 1902 |                |
| 32     | Demetrio Sánchez               | 1906 - 1908 | Segon mandato  |
| 33     | Félix Agustín Panadero         | 1904 - 1906 | Segundo mandat |
| 34     | Demetrio Sánchez               | 1906 - 1908 | Tercer mandat  |
| 35     | Alfonso Prieto                 | 1908 - 1910 | Segond mandat  |
| 36     | Francisco Parras               | 1910 - 1911 |                |
| 37     | Félix Agustín Panadero         | 1911 - 1912 | Tercer mandat  |
| 38     | Sebastián Domínguez            | 1912 - 1914 |                |
| 39     | Nicolás Domínguez              | 1914 - 1916 |                |
| 40     | Eugenio Guerra                 | 1916 - 1920 |                |
| 41     | José María Domínguez           | 1920 - 1922 |                |
| 42     | Marcelo Parras                 | 1922 - 1923 |                |
| 43     | Hermenegildo Sánchez           | 1923 - 1924 |                |
| 44     | Aurelio Espartosa              | 1924 - 1926 |                |
| 45     | Juan Velasco                   | 1926 - 1930 |                |
| 46     | Julián Parras                  | 1930 - 1931 |                |
| 47     | Celestino Santos               | 1931 - 1936 |                |
| 48     | Antonio Parras                 | 1936 - 1936 |                |
| 49     | Primitivo Guerra               | 1936 - 1936 |                |
| 50     | Antonio Parras                 | 1936 - 1936 | Segon mandat   |
| 51     | Mariano Parras Sánchez         | 1936 - 1940 |                |
| 52     | Francisco Herranz Santos       | 1940 - 1943 |                |
| 53     | Mariano Díaz Gómez             | 1943 - 1945 |                |
| 54     | Santiago Panadero Aguado       | 1945 - 1955 |                |
| 55     | Feliciano Santos Domínguez     | 1955 - 1958 |                |
| 56     | Manuel Gallego Domínguez       | 1958 - 1962 |                |
| 57     | Antonio López Domínguez        | 1962 - 1979 |                |
| 58     | Gerardo Parras Domínguez       | 1979 - 1983 |                |
| 59     | José Barroso Hernández         | 1983 - 1991 |                |
| 60     | Mariano Parras Peña            | 1991 - 1995 |                |
| 61     | Juana María de la Plaza Martín | 1995 - 1999 |                |
| 62     | Mariano Parras Peña            | 1999 - 2002 | Segon mandat   |
| 63     | Jesús Miguel Teresa Parras     | 2002 - 2003 |                |
| 64     | Jesús Miguel Teresa Parras     | 2003 - 2007 | Segon mandat   |
| 65     | Jaime Peral Pedrero            | des de 2007 |                |